# Jean-François Rivière
Jean-François Rivière (Mayenne, 28 febbraio 1977) è un ex calciatore francese, di ruolo attaccante.

## Carriera

### Calciatore
Gioca tutta la sua carriera in patria, in particolare in Ligue 2, nella quale mette insieme 336 presenze con le maglie di Laval, Amiens, Besançon, Niort, Angers, Ajaccio, Clermont Foot e Gazélec Ajaccio, e nel Championnat National, nel quale gioca con Niort e Amiens, conquistando due promozioni.

## Palmarès

### Club
- Championnat National: 1

Niort: 2005-2006